# 385695 Clete
385695 Clete, chỉ định tạm thời 2005 TO74, là một thiên thể Troia của Sao Hải Vương, cùng quỹ đạo với hành tinh băng khổng lồ Sao Hải Vương, có đường kính khoảng 97 km. Nó được đặt theo tên của Clete, một trong những người Amazon trong thần thoại Hy Lạp. Hành tinh nhỏ được phát hiện vào ngày 8 tháng 10 năm 2005, bởi các nhà thiên văn học người Mỹ Scott Sheppard và Chad Trujillo tại Đài thiên văn Las Campanas ở Chile. 23 thiên thể Troia được biết đến đã được phát hiện.

## Đánh số và đặt tên
Hành tinh nhỏ này được đặt tên từ thần thoại Hy Lạp sau Clete, một thành viên của Amazons, một bộ tộc chiến binh toàn nữ đã chiến đấu trong Cuộc chiến thành Troia bên phe Trojans chống lại Hy Lạp. Clete là một trong mười hai tín đồ của nữ hoàng Amazônia Penthesilea và đã đi tìm cô sau khi cô mất tích trong cuộc chiến. Theo di chúc của nữ hoàng, Clete đi thuyền đến Ý và thành lập thành phố Clete. Trích dẫn đặt tên chính thức được xuất bản bởi Trung tâm hành tinh nhỏ vào ngày 18 tháng 5 năm 2019 (M.P.C. 114955). Việc đặt tên theo sơ đồ đã được thiết lập với 385571 Otrera, nghĩa là đặt tên cho các thiên thể Troia Sao Hải Vương này theo các số liệu liên quan đến Amazons.